# Javier Mejía
Javier Mejía (Medellín, Antioquia, 9 d'abril de 1970) és un director de cinema, guionista, productor executiu i escriptor colombià. És comunicador social de la Universitat Pontifica Bolivariana i va ser reconegut en 2008 com un dels joves talents cinematogràfics d'Amèrica Llatina per casa de América (Espanya). La seva opera prima, Apocalipsur va guanyar nombrosos premis internacionals i fins i tot va ser part del Festival Internacional de Cinema de Canes.

## Filmografia
- 2016, Amazonas (curtmetratge "El payaso"
- 2014, Duni
- 2010, El Cartel 2: La guerra total (episodi)
- 2007, Apocalipsur
- 1997, Muchachos a lo bien (TV)